# WBSAgnitio
WBSAgnitio es un proyecto abierto que pretende mantener y evolucionar un sistema de directorio, autenticación y validación con compatibidad para diferentes plataformas y administración unificada a través de un entorno web.
Se trata de un sistema operativo completo (appliance, distribución compatible con Debian GNU/Linux) el cual se instala en una máquina física o virtual. A día de hoy el equipo de WBSAgnitio trabaja con la administración pública de España para completar las funcionalidades de gestión de identidad y la integración con servicios ESB.

## Características
Algunas de las caratcerísticas de este software son:
- Integración de cuentas LDAP/LDAPS
- Autenticación Kerberos 5
- Autenticación NTLM para redes Windows
- Dominio NT para entornos Windows
- Servicio de nombres de dominio (DNS)
- Certificación digital para usuarios y equipos compatible con X.509
- Sincronización de hora NTP para equipos de la red
- Ramas externas e internas para jerarquía de directorios
- Contextos de entradas para organizaciones muy grandes
- Servicio de configuración dinámica de red DHCP
- Replicación  de cuentas y grupos con otros directorios como Active Directory
- Gestión de grupos anidados
- Alta disponibilidad y balanceo de conexiones

## Requerimientos
Se instala a través de un CD que permite la implantación de todas las capas de producto en una máquina limpia (baremetal). Por tanto el paquete de producto incluye el sistema operativo y las aplicaciones necesarias para su  funcionamiento.
Dado que el sistema operativo por tanto no es algo a incluir, los únicos requerimientos de producto están relacionados con el hardware. Es compatible en la actualidad con las siguientes arquitecturas:
```
   * Procesador de 32bits x86 compatible
   * Al menos 1000MB de memoria física
   * Al menos 10GB de espacio en disco para alrededor de 1500 entradas de directorio, 
   * si el directorio está agrupado (
cluster
), se recomienda duplicar esta capacidad
   * Compatibilidad con discos 
IDE
, 
SATA
 y 
SCSI

   * Unidades de CD y DVD IDE ATAPI
```